# TN 80
La TN 80 (abréviation de « tête nucléaire 80 ») est une ogive thermonucléaire de fabrication française qui était destiné à équiper les missiles nucléaires pré-stratégiques ASMP (Air-Sol Moyenne Portée) de la force de dissuasion nucléaire française. Cette tête nucléaire a été développée par la France dans les années 1970 et mise en service en 1985 afin d'être porté par l'avion Dassault Mirage IV, ce qui s'appliquera avant d'être rapidement remplacé par la TN81 pour sa robustesse et sa sécurité supérieure. 
La tête nucléaire 80 possèdait une puissance explosive de 300 kilotonnes.